# 罗多彼专区
罗多彼专区（希臘語：Περιφερειακή ενότητα Ροδόπης），是希腊东马其顿和色雷斯大区的一个专区。首府为科莫蒂尼。专区面积为2,543平方公里，2011年人口数量为112,039人。

## 行政
在2011年卡利克拉提斯改革方案中，希腊所有州份被取消。原罗多彼州作为整体设立为罗多彼专区。罗多彼专区下分为4个市镇（括号内为地图中的数字）：
- 科莫蒂尼（1）
- 阿里亚纳（2）
- 亚斯莫斯（3）
- 马罗尼亚-萨派（4）